# Sulin (województwo pomorskie)
Sulin (kaszb. Sulëno, niem. Scharlottenhof) – wyludniona i zniesiona osada w Polsce położona w województwie pomorskim, w powiecie słupskim, w gminie Dębnica Kaszubska.

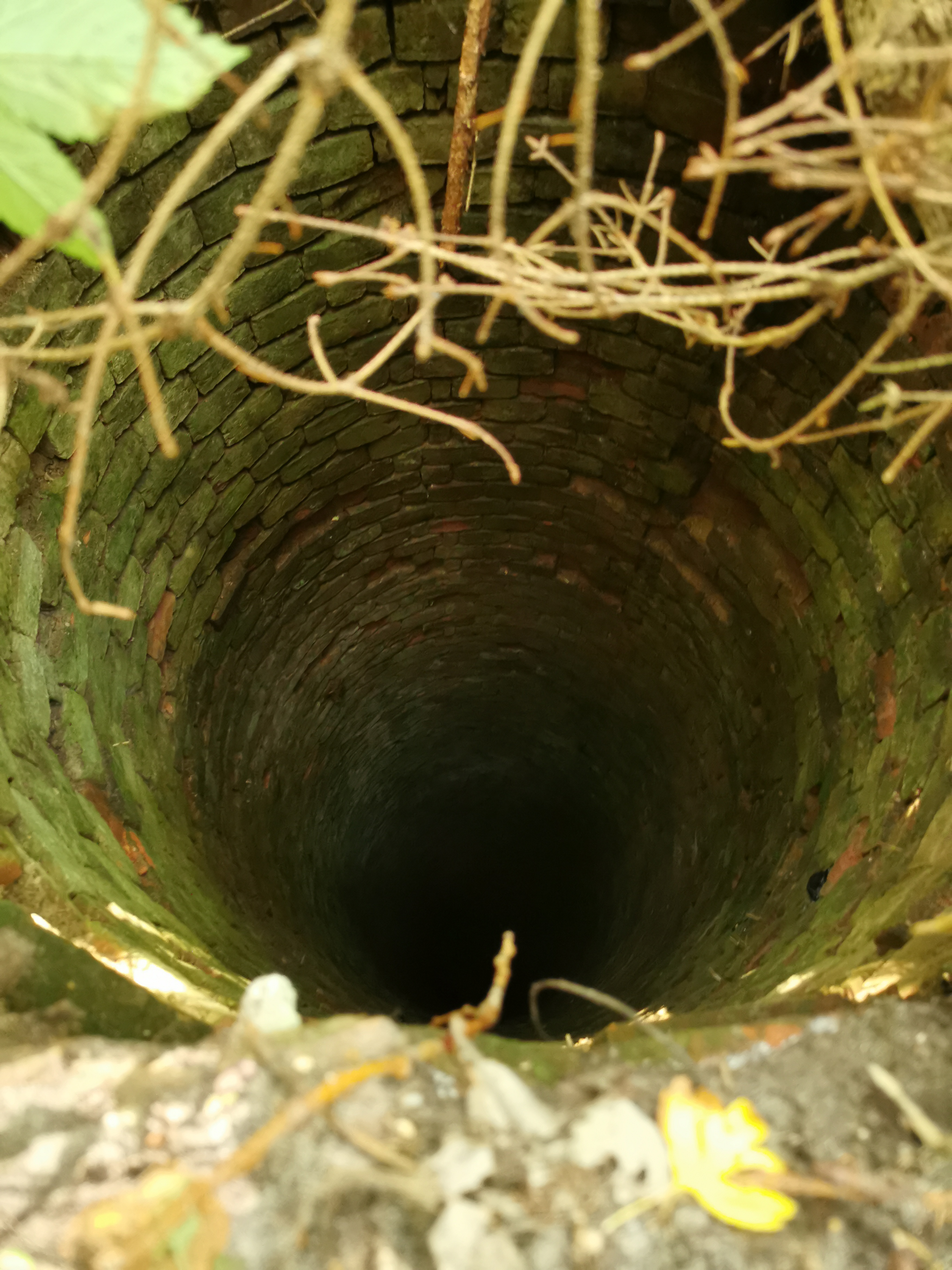
Studnia na terenie osady

W latach 1975–1998 miejscowość administracyjnie należała do województwa słupskiego.
Nazwę zniesiono w 2023 r..

## Nazwa
Nazwa miejscowości jest tzw. chrztem nazewniczym i ma charakter pseudodzierżawczy. Powstała przez dodanie do nazwy osobowej Suł (Sulisław) formantu -in. Pierwotna niemiecka nazwa Scharlottenhof, wzmiankowana po raz pierwszy w 1780 i zapisywana również w formie Charlottenhof, ma charakter pamiątkowy i jest złożeniem dwóch członów: nazwy osobowej Scharlotte „Szarlota, Karolina” i nazwy pospolitej Hof „zagroda, folwark”.
Rada Języka Kaszubskiego proponuje opartą na polskiej kaszubską formę nazwy Sulëno.